# Stevensite
La stevensite (simbolo IMA: Stv) è un minerale del gruppo della smectite appartenente alla famiglia minerale dei "silicati e germanati" con composizione chimica (Ca,Na)xMg3-ySi4O10(OH)2

## Etimologia e storia
Il minerale prende il nome da Edwin Augustus Stevens (1795 - 1868), fondatore dello "Stevens Institute of Technology" di Hoboken (New Jersey, Stati Uniti), in riconoscimento dell'elevata competenza tecnica raggiunta dai laureati in ingegneria del suo college.
La località tipo del minerale è "Bergen Hill", tra le contee di Bergen e di Hudson, nel New Jersey (Stati Uniti).

## Classificazione
Nella Sistematica dei lapis (Lapis-Systematik) di Stefan Weiß al minerale è stato assegnato il sistema nº VIII/H.20-40. In questa sistematica ciò corrisponde alla classe dei "fillosilicati" e alla sottoclasse dei "fillosilicati simili alla mica con gruppi [Si4O10]4− e simili". La stevensite forma un gruppo distinto, ma senza nome, insieme a hectorite, ferrosaponite, saponite, spadaite, sauconite e zincsilite.
La nona edizione della sistematica minerale di Strunz, valida dal 2001 e aggiornata dall'Associazione Mineralogica Internazionale (IMA) fino al 2009, elenca la stevensite nella classe "9. Silicati (germanati)" e nella sottoclasse "9.E Fillosilicati"; questa è ulteriormente suddivisa in base alla struttura del minerale, in modo che la stevensite possa essere trovata nella sezione nº 9.EC.45 insieme a ferrosaponite, swinefordite, saponite, hectorite, spadaite, sauconite e zincsilite.
Tale classificazione è mantenuta anche nell'edizione successiva, proseguita dal database "mindat.org" e chiamata Classificazione Strunz-mindat.
Anche la sistematica dei minerali secondo Dana, che viene utilizzata principalmente nel mondo anglosassone, classifica la stevensite nella classe dei "silicati e germanati" e lì nella sottoclasse dei "minerali fillosilicati"; qui è nel "gruppo della smectite (smectite triottaedrica)" con il sistema nº 71.03.01b all'interno della suddivisione dei "fillosilicati: strati di anelli a sei membri con minerali argillosi 2:1".

## Abito cristallino
La stevensite cristallizza nel sistema monoclino con gruppo spaziale sconosciuto. I parametri reticolari sono a = 5,26 Å, b = 9,108 Å, c = 15,3 Å, oltre ad avere 2 unità di formula per cella unitaria.

## Origine e giacitura
La stevensite è stata rinvenuta in cavità di basalto, formate dalla sostituzione idrotermale in fase avanzata della pectolite, ma è anche un prodotto di alterazione idrotermale di rocce ignee, come dunite e tufo. Il minerale è stato trovato associato a quarzo, talco e pectolite.
La stevensite è un minerale raro ed è stato trovato in poche località sparse per il mondo. In Italia è stata rinvenuta a Borghetto di Vara (Liguria), a Val Masino (Lombardia) e a Galzignano Terme (Veneto).
In Europa è stata trovata ad Albrechtsberg an der Großen Krems (Austria); Plauen (Germania); a Kőszárhegy (Ungheria); nel distretto minerario per l'estrazione dell'argento "Kongsberg" nella contea di Buskerud (Norvegia); nel distretto di Świdnica e di Ząbkowice Śląskie (Polonia); a Moldova Nouă (Romania); a Lošonec (Slovacchia); a Filipstad (Svezia); in Cornovaglia e nel Northumberland (Inghilterra); a Edimburgo (Scozia); a Pwllheli (Galles).
Negli Stati Uniti, oltre alla sua località tipo, Bergen Hill nel New Jersey, la stevensite è stata trovata anche in diverse altre contee, tra le quali quelle di Essex (Stato di New York), Mitchell (Carolina del Nord), Duchesne (Utah) e Knox (Maine).
Altri siti, solo per citarne alcuni, sono in Russia, Bolivia, Canada, Namibia, Marocco, Giappone, Australia ed Etiopia.